# Гарсия Сантана, Давид
Дави́д Гарси́я Санта́на (исп. David García Santana; 25 февраля 1982, Маспаломас) — испанский футболист, защитник клуба «Тамарасейте».

## Клубная карьера
Давид Гарсия — воспитанник клуба «Маспаломас». С 2001 по 2003 год выступал за клуб «Весиндарио». В сезоне 2001/02 футболист сыграл за команду 31 матч в Сегунде B. В том же сезоне клуб покинул третий по силе дивизион Испании.
В 2003 году Гарсия перешёл в «Лас-Пальмас», в сезоне 2003/04 выступавший в Сегунде. Дебютировал в команде 17 сентября 2003 года в матче против «Эльче». Всего защитник отыграл за сезон 7 матчей и во второй раз в карьере вылетел с командой в низший дивизион.
2 года спустя островитяне вернулись в Сегунду и провели во втором дивизионе следующие 9 сезонов. По итогам сезона 2014/15 «Лас-Пальмас» сумел вернуться в Примеру, где не выступал с 2002 года. Давид Гарсия внёс вклад в этот успех, приняв участие в 33 играх регулярного чемпионата и всех четырёх переходных матчах.

## Статистика
| Клуб             | Сезон            | Чемпионат        | Чемпионат | Чемпионат |
| Клуб             | Сезон            | Лига             | Игры      | Голы      |
| ---------------- | ---------------- | ---------------- | --------- | --------- |
| Лас-Пальмас      | 2003/04          | Сегунда          | 7         | 0         |
| Лас-Пальмас      | 2006/07          | Сегунда          | 35        | 2         |
| Лас-Пальмас      | 2007/08          | Сегунда          | 40        | 0         |
| Лас-Пальмас      | 2008/09          | Сегунда          | 36        | 2         |
| Лас-Пальмас      | 2009/10          | Сегунда          | 39        | 0         |
| Лас-Пальмас      | 2010/11          | Сегунда          | 35        | 0         |
| Лас-Пальмас      | 2011/12          | Сегунда          | 17        | 3         |
| Лас-Пальмас      | 2012/13          | Сегунда          | 27        | 1         |
| Лас-Пальмас      | 2013/14          | Сегунда          | 31        | 0         |
| Лас-Пальмас      | 2014/15          | Сегунда          | 33        | 0         |
| Лас-Пальмас      | 2015/16          | Примера          | 0         | 0         |
| Всего за карьеру | Всего за карьеру | Всего за карьеру | 300       | 8         |

Источник: Bdfutbol.com Архивная копия от 19 сентября 2015 на Wayback Machine